# Película de carretera

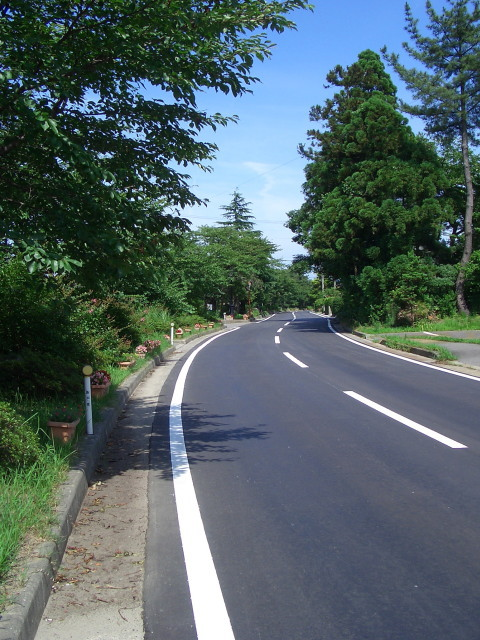

La película de carretera (o road movie en inglés) es un género cinematográfico cuyo argumento se desarrolla a lo largo de un viaje. Herederas de la tradición literaria del viaje iniciático, que se remonta a la Odisea homérica, las películas de carretera combinan la metáfora del viaje como desarrollo del personaje con la cultura de la movilidad individual de Estados Unidos y el Occidente opulento después de la Segunda Guerra Mundial, cuando la posesión de un automóvil forma parte de los signos de la identidad adulta. Ha servido de influencia a este género también el escritor y poeta Jack Kerouac, quién en sus novelas más reconocidas como En el camino o Big Sur trata las historias en la carretera (puede confrontarse desde una perspectiva de la Ciudad de México "Pasto verde" del escritor Parménides García Saldaña quien perteneció a la llamada "literatura de la Onda").

## Historia
Los orígenes del género datan de la época clásica del star system de Hollywood, pero comienza a distinguirse específicamente de otras temáticas en los años 1950, con obras como Rebelde sin causa y Salvaje. En tiempos más recientes se cuenta con ejemplos como Bonnie y Clyde (1967) e Easy Rider (1969), donde la noción del viaje es parte explícita de la temática.

## Características
En general, las películas de carretera tienden a una estructura episódica, en que cada segmento de la narrativa enfrenta a los protagonistas con un desafío, cuyo cumplimiento revela parte de la trama. En las películas de carretera iniciáticas, en la tradición del Bildungsroman, el viaje revela al héroe algo acerca de sí mismo y no acerca del lugar al que ha llegado; sobre este modelo pueden organizarse distintas estructuras. Si bien en la tradición del final feliz el corolario del viaje es el triunfo del héroe en su lugar de destino y el retorno a casa, las variantes pueden presentar un nuevo hogar en el lugar de destino, un viaje infinito, o —una de las formas preferidas de la épica romántica— la anagnórisis del personaje, que descubre que el conocimiento adquirido le hace imposible regresar a su origen, escogiendo la muerte o el exilio definitivo en su lugar (como ocurre en Thelma y Louise).
Una notable característica de las películas de carretera suelen ser sus bandas sonoras. Normalmente se conocen a las canciones como "música de ruta" o "música de carretera" que se identifican con los paisajes y personajes.

## Ejemplos
A continuación se expone una lista con películas representativas del género:
- On the Road (basada en la novela de Jack Kerouac)
- Vanishing Point
- Easy Rider
- Casi Famosos
- Crossroads - Encrucijada
- Harley-Davidson and the Marlboro man
- Death Proof
- Rebelde sin causa
- Ghost rider
- Rebeldes con causa
- Salvaje
- Diarios de motocicleta
- National Lampoon's Vacation
- Qué tan lejos
- Mad Max
- The Hitcher
- The Wizard
- Natural Born Killers
- La novia de Chucky
- Forrest Gump
- A hierro muere
- Airbag
- La delgada línea amarilla
- Duel
- Faster, Pussycat! Kill! Kill!
- The Grapes of Wrath - Las uvas de la ira
- Güeros
- Hin und weg
- Hecho en China
- Into the Wild
- Kalifornia
- Little Miss Sunshine
- Logan
- El mundo está loco, loco, loco
- Paris, Texas
- El puente
- Ratas a la carrera
- Road to Perdition - Camino a la perdición
- The Straight Story - Una historia verdadera
- Thelma & Louise
- Luna de papel
- Vanishing Point - Punto límite cero
- Wild at Heart - Corazón salvaje
- Cuenta conmigo
- Diary of a wimpy kid: The long haul - Diario de Greg: Un viaje de locos
- Green Book - Green Book: Una amistad sin fronteras
- EuroTrip
- Rain Man
- Bob Esponja: la película
- Una película de huevos
- Toy Story 4
- Vacation
- El Gato con Botas: el último deseo
- Mi socio
- A Goofy Movie